# Мауленкулов, Сак Мауленкулович
Сак Мауленкулович Мауленкулов (род. 15 июня 1926, Кентау, Туркестанская область, СССР) — советский шахтёр, внёсший значительный вклад в дело внедрения в производство новых технологий разработки месторождений.

## Биография
В 1971—1989 годах — директор комбината «Ачисайполиметалл».
Лауреат Государственной премии СССР в области науки и техники (1970) — за разработку и внедрение новой технологии добычи руд с комплексной механизацией процессов горных работ с использованием самоходного оборудования на шахтах Джезказганского ГМК и Ачисайского ПМК.
Награждён орденами Октябрьской Революции, Трудового Красного Знамени, медалями СССР, знаком «Шахтёрская слава» 3-й степени.
Заслуженный шахтёр Казахской ССР.
Ударник коммунистического труда девятой пятилетки.